# 孫鴻烈 (光緒進士)
孫鴻烈（?—?），河南省懷慶府溫縣人，清朝政治人物、進士出身。
光緒二十九年（1903年），参加光緒癸卯科殿試，登進士二甲93名。同年閏五月，著交吏部掣签分发各省，以知县即用。